# Alypius Stylita
Svatý Alypius Stylita ( † 7. století) byl maloasijský poustevník.

## Život
Narodil se okolo roku 515 (v církevních kalendářích se uvádí rok 522) ve městě Hadrianopolis (dnes Edirne) v Paflagonii. Jeho matka byla zbožnou křesťankou. Brzy ovdověla a Alypia svěřila do výchovy hadrianopolského biskupa Theodorose, který jej později rukopoložil na diákona.
Podlé křesťanské legendy se mu jednoho dne zjevila ve snu svatá Eufémie z Chalkédónu, která mu poručila, aby na pohanském hřbitově postavil chrám na její počest. Tento příkaz splnil. Vedle chrámu postavil sloup, na kterém 53 let vedl asketický život. Dostal dar proroctví, vyháněl démony a uzdravoval.
Na konci života onemocněl a nemohl již stát, proto ležel jen na boku. Postupem času vznikly vedle sloupu dva monastýry (mužský a ženský), které do konce života vedl. Zemřel za vlády císaře Herakleiose.

## Kult
Je uctíván jako světec v římskokatolické a pravoslavné církvi.
Jeho svátek je připomínán 26. listopadu.